# Zsolt Kézdi-Kovács
Dans le nom hongrois Kézdi-Kovács Zsolt, le nom de famille précède le prénom, mais cet article utilise l’ordre habituel en français Zsolt Kézdi-Kovács, où le prénom précède le nom.
Zsolt Kézdi-Kovács  né le 1er juin 1936 à Petrovgrad (aujourd'hui, Zrenjanin en Vojvodine/Serbie) et décédé le 9 septembre 2014, est un scénariste et réalisateur hongrois.

## Biographie
Après avoir été employé durant une année dans une fabrique de téléphones, Zsolt Kézdi-Kovács est admis à l'École supérieure d'art dramatique et cinématographique (Színház- és Filmművészeti Főiskola) de Budapest en 1956. Il obtient avec succès son diplôme de réalisateur en 1961. Il est également un des fondateurs du studio Béla Balazs et réalise cinq courts métrages remarqués. Il devient aussi l'assistant de Miklós Jancsó, de 1963 à 1969. En 1970, il réalise son premier long métrage, Zone tempérée (Mérsékelt égöv), film d'élucidation d'un passé politique proche. La première œuvre qui lui assure une audience internationale est Quand Joseph revient (Ha megjön József) en 1976, « récit psychologiquement très affiné des relations orageuses existant entre une jeune ouvrière délaissée par son mari et sa belle-mère. » (Jean-Loup Passek in : Dictionnaire du cinéma, Éditions Larousse) 
Les films suivants Cher voisin (A kedves szomszéd), en 1979, « comédie sarcastique bâtie autour d'un personnage magouilleur élémentaire, arriviste minable » (Jean-Pierre Jeancolas in : Cinéma hongrois 1963-1988, Éditions du CNRS), Le Droit à l'espoir (A remény joga), en 1981 et Les Récidivistes (Visszaesők), en 1983, qui aborde le problème de l'inceste, confirment ses brillantes dispositions et l'intérêt que Kézdi-Kovács porte aux faits de société.
En 1986, avec L'Absent, Kézdi-Kovács livre une nouvelle réalisation qui « est comme un condensé découragé de sa vision de la Hongrie contemporaine. » (Jean-Pierre Jeancolas, op. cité)

## Filmographie (longs métrages)
- 1970 : Zone tempérée (Mérsekelt égöv)
- 1972 : Romantika
- 1974 : L'Arroseuse orange (A locsolókocsi)
- 1976 : Quand Joseph revient (Ha megjön József)
- 1979 : Cher voisin (A kedves szomszéd)
- 1981 : Le Droit à l'espoir (A remény joga)
- 1983 : Les Récidivistes (Visszaesők)
- 1986 : L'Absent (A rejtőzködő)
- 1988 : Kiáltás és kiáltás
- 1991 : És mégis...
- 2002 : Az a nap a miénk